# Lluís Galter
Lluís Galter   (Figueres, 1983) és un director de cinema i guionista català. Ha escrit i dirigit diverses obres curtes, dues d'elles durant la sevaestada a FAMU, i un llargmetratge titulat Caracremada (2010).
Va estudiar Comunicació Àudiovisual a la Universitat Pompeu Fabra de Barcelona (2006) i a l'Escola de Cinema i Televisió de l'Acadèmia d'Arts Escèniques de Praga (FAMU).
Caracremada, el seu primer llargmetratge, retrata la intensa vida del maquis català Ramon Vila i Capdevila, conegut amb el sobrenom de Caracremada (1908-1963). La pel·lícula va ser presentada a la secció competitiva Orizzonti del Festival Internacional de Cinema de Venècia i al Festival Internacional de Cinema de Sant Sebastià. També va ser inclosa a molts altres festivals internacionals, com ara el de Jeonju (Corea del Sud).
Molts dels seus altres treballs han estat també estrenats en televisió i seleccionats per a programacions en diversos museus europeus.
Actualment prepara un documental que formarà part d'un projecte col·lectiu amb altres joves realitzadors.

## Filmografia
- 2010 - Caracremada[6]
- 2007 - Exemple de l'agró: Curt de ficció. Adaptació d'una faula del Llibre de las Meravellas de Ramon Llull. Inclòs al DVD “Cinéma de notre temps – Shohei Imamura (Vol. 1)”, editat per Intermedio. Estrenat al Cinema Truffaut (Girona).
- 2005 - La ràdio de Kirk Douglas: El jove Lluís Galter descobreix als arxius de la família que el seu avi, metge de Figueres, li va fer una radiografia al gran actor Kirk Douglas als anys setanta. Comença una investigació i descobreix que l'actor nord-americà va venir a rodar una pel·lícula en aquella època a Cadaqués i va tenir un mal d'esquena que el va portar a la consulta del seu avi.
- 2005 - Berlin. Nova simfonia en 236 postals: Curt documental. Film espontani experimental que pretén explicar, cronològicament i sense muntatge, un viatge de quatre dies a Berlín. Exposat a la Vrije Academie de la Haia dins la iniciativa TRANSART 5, i al Museu d'Art Contemporani de Tallinn (Estònia).
- 2005 - Kapr: Curt documental. Sobre el sacrifici de carpes als carrers de Praga durant les festes de Nadal. Exposat a la Vrije Academie de La Haya, al Museo d'Art Contemporani de Tallinn i al taller de documental de Tartü (Estònia).
- 2004 - Aventures i desventures de l'acordió que va dir prou: ConteViatje-Documental. Aventures i desventures d'un viatge a la Xina des del punt de vista d'un acordió cosac i la particular llegenda que l'envolta. Projectat a l'exposició itinerant "Transart 5" (Museu de l'Empordà, Figueres).
- 2003 - Homenatge a Calders. Curtmetratge. Dos amics d'institut es troben casualment i la conversa entre els dos arribarà a l'estranyesa i l'absurd en descobrir que ella té 15 anys més que ell.